# Wakkanai
Wakkanai (jap. 稚内市 Wakkanai-shi) – miasto portowe w Japonii, na wyspie Hokkaido, w podprefekturze Sōya. Miasto ma powierzchnię 761,47 km². W 2020 r. mieszkały w nim 33 563 osoby, w 15 944 gospodarstwach domowych  (w 2010 r. 39 595 osób, w 17 315 gospodarstwach domowych) .

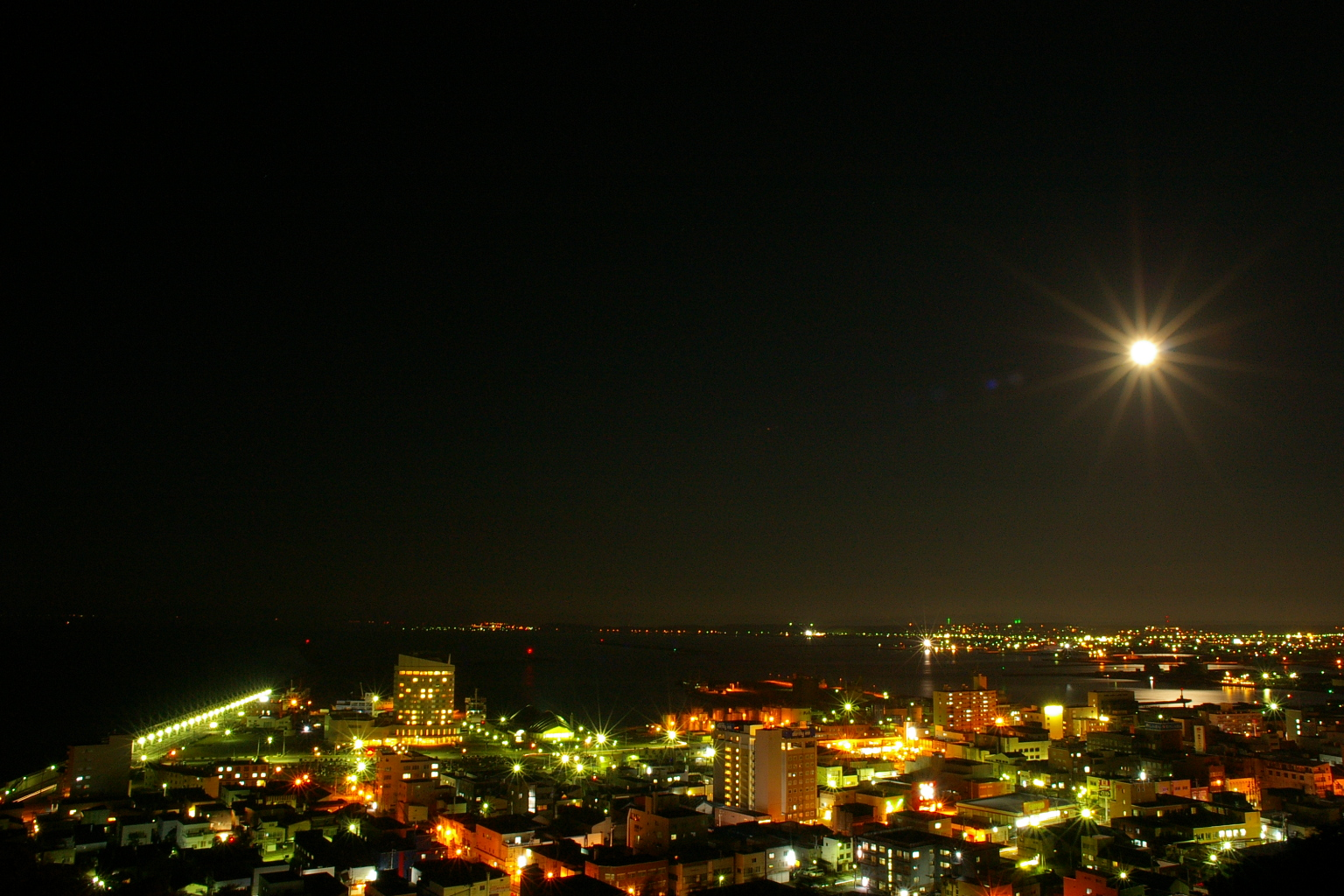
Widok nocą na Wakkanai

Nazwa miasta pochodzi z języka ajnuskiego, od yam wakkanay – „zimna rzeka”.
W Wakkanai rozwinął się przemysł rybny.
Miasta partnerskie Wakkanai:
- Japonia: Ishigaki
- Rosja: Korsakow, Jużnosachalińsk
- Filipiny: Baguio
- Stany Zjednoczone: Anchorage